# De Echo (weekblad)
De Echo (1952) is een huis-aan-huisblad dat gratis werd bezorgd in de regio Amsterdam. De Echo verscheen wekelijks op woensdag in zes edities in Amsterdam: Noord, Zuid, West, Oost, Nieuw-West en Zuidoost. Lezers konden hun eigen bijdragen plaatsen (zoals artikelen, foto's, video's en reacties). Nieuws en informatie uit Stadsblad De Echo was ook online te vinden. De totale wekelijkse oplage van De Echo was ca. 365.000 exemplaren. Het blad was een onderdeel van Telegraaf Media Groep.
In Amstelveen verscheen sinds 1979 Amstelveens Nieuwsblad met de ondertitel 'De Echo van Amstelveen'. Die ondertitel is per 14 juni 2017 met de verkoop van het Amstelveens Nieuwsblad aan BDU vervallen; deze titel is daarmee ook losgekoppeld van De Echo. In 2008 fuseerden in Rotterdam Postiljon en De Echo tot 'Postiljon/De Echo'. In september 2012 werd deze uitgave Rotterdam Dichtbij, waarna deze in februari 2016 in haar geheel verdween en Telegraaf Media Groep niet meer actief is met huis-aan-huisbladen in Rotterdam. Van februari 2008 tot 21 maart 2012 werd het Amsterdams Stadsblad door een overname van Telegraaf Media Groep meebezorgd met De Echo. Daarna hield het Amsterdams Stadsblad op te bestaan. Per 28 maart 2012 verkreeg De Echo de naam Stadsblad De Echo als gevolg hiervan. Stadsblad De Echo editie Amsterdam Centrum is toen ook opgeheven.
Op 18 december 2019 verscheen de krant voor het laatst.